# La piazza vuota
La piazza vuota è un film italiano del 1971 diretto da Beppe Recchia.

## Trama
Uno scultore, in compagnia di un discepolo, si isola in una stanza sotterranea, non più in grado di identificarsi con una società senza alcun valore. La sua rivoluzione personale non è più creare qualcosa, ma semplicemente aspettare. Tuttavia, è costretto a ricevere visite sgradite che lo tengono in contatto con le assurdità del mondo esterno. Quando alla fine deciderà di tornare in superficie, troverà un mondo peggiore di quando l'ha lasciato.